# John Stuart-Wortley, 2. Baron Wharncliffe

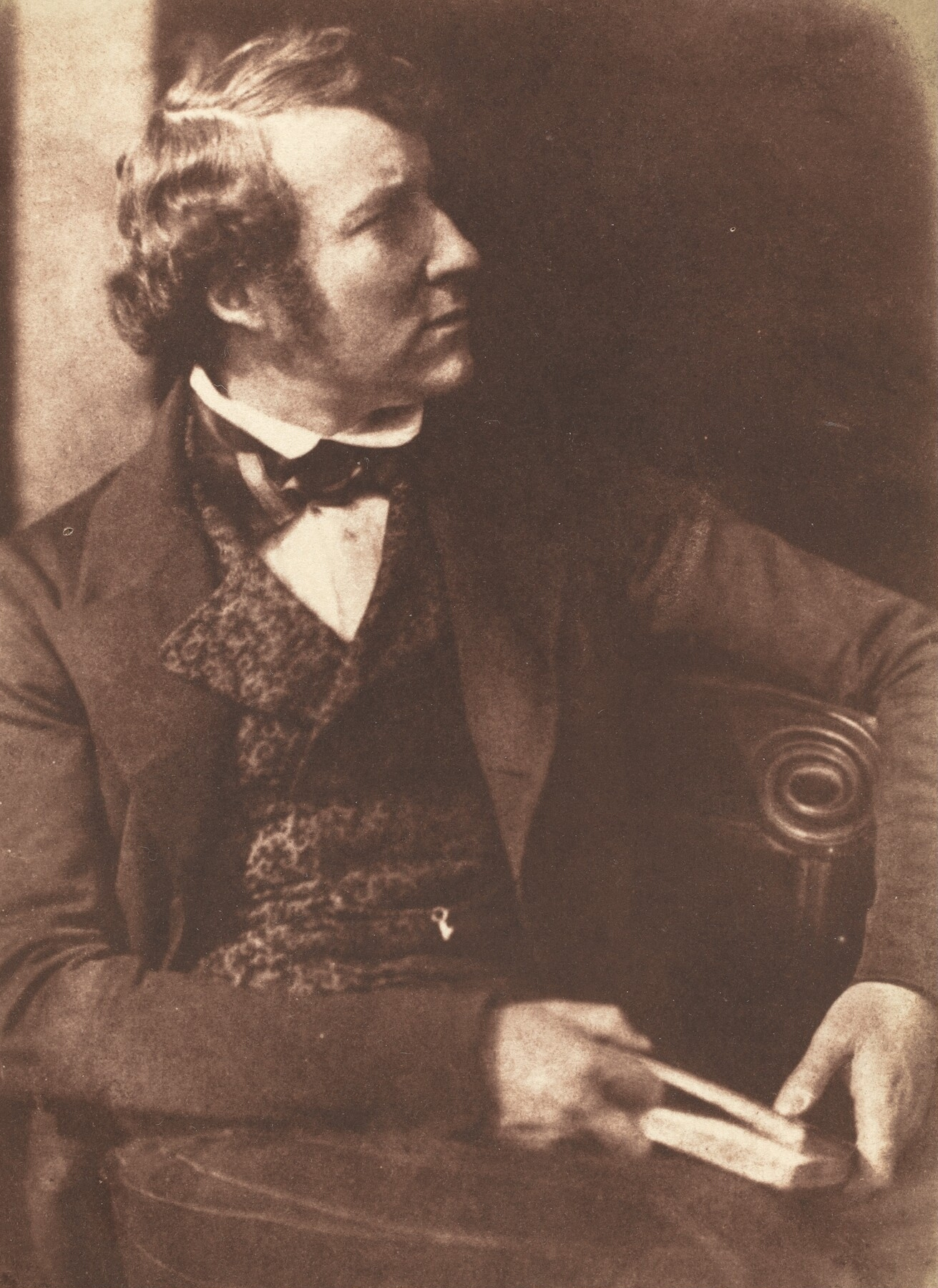
John Stuart-Wortley-Mackenzie, 2. Baron Wharncliffe, Fotografie, vor 1847

John Stuart-Wortley-Mackenzie, 2. Baron Wharncliffe FRS (* 23. April 1801 in Egham, Surrey; † 22. Oktober 1855 in Wortley Hall bei Sheffield, Yorkshire) war ein britischer Adliger und Politiker.

## Herkunft und Jugend
John Stuart-Wortley-Mackenzie entstammte einer alten Nebenlinie der Stuarts, die von dem schottischen König Robert II. abstammte. Er wurde als John Stuart-Wortley als ältester Sohn von James Stuart-Wortley, 1. Baron Wharncliffe, und dessen Frau Elizabeth Crichton, einer Tochter von John Crichton, 1. Earl Erne, geboren. Einen Großteil seiner Kindheit verbrachte er in Yorkshire bei seiner Großmutter Mary Crichton. Von 1812 bis 1817 besuchte er die Harrow School und ab 1818 studierte er am Christ Church College der Universität Oxford, wo er 1822 seinen Abschluss als Bachelor of Arts machte. Im Spätsommer 1814 hatte er mit seinen Eltern eine Reise nach Paris und Spa und von Oktober 1817 bis Juni 1818 eine Europareise nach Rom, Neapel, Venedig und Innsbruck unternommen. Von Februar bis Juni 1823 unternahm er mit seinem Freund Hon. Henry Edward Fox eine Europareise nach Italien und in die Schweiz.

## Leben
Noch während seiner Europareise wurde er 1823 in Abwesenheit als Abgeordneter der Tories für den Wahlkreis Bossiney in Cornwall in das House of Commons gewählt. Nachdem er im Winter an den Plenarsitzungen teilgenommen hatte, unternahm er von Sommer 1824 bis Juni 1825 zusammen mit John Evelyn Denison, Edward Smith-Stanley und Henry de Labouchère eine ausgedehnte Reise nach Kanada und in die Vereinigten Staaten, während der sie New York, Quebec, Boston, Washington, Baltimore und Halifax besuchten und dabei La Fayette und Ex-Präsident John Adams trafen. Ab 1826 fiel er durch seine Reden im House of Commons auf. Er unterstützte William Huskisson und war vom 16. Februar bis Dezember 1830 Secretary of the Board of Control für Indien. 1830 kandidierte an seiner Stelle sein Bruder Charles für Bossiney, während er für den schottischen Wahlkreis Perth Burgs kandidierte. Als sein Wahlergebnis in Perth Burgs für ungültig erklärt wurde, trat sein Bruder von seinem Mandat zurück und im Frühjahr 1831 wurde John wieder für Bossiney gewählt. Er unterstützte seinen Vater, der einer der führenden Befürworter einer Wahlkreisreform war, bei der Einbringung des Reform Act von 1832. Durch die Wahlkreisreform wurde sein Wahlkreis Bossiney als rotten borough aufgelöst. 1835 kandidierte er vergeblich für den Wahlkreis Forfarshire und zweimal verlor er die Wahl um das Mandat für den Wahlkreis West Riding of Yorkshire, ehe er 1841 diesen Wahlkreis gewinnen konnte. Dieses Mandat verlor er 1845, als er beim Tod seines Vaters dessen Adelstitel als 2. Baron Wharncliffe erbte und damit Mitglied des House of Lords wurde. Kurz nach dem Tod seines Vaters ergänzte er seinen Familiennamen zu Stuart-Wortley-Mackenzie.
Ab 1822 war er Major und ab 1841 Lieutenant-Colonel der Southwest Yorkshire Yeomanry, ab 1846 war er Colonel Commandant der 1st West Yorkshire Militia. Er verfasste zahlreiche politische und wirtschaftspolitische Aufsätze und Schriften und übersetzte François Guizots Erinnerungen des Duke of Albemarle ins Englische. 1829 wurde er als Fellow in die Royal Society aufgenommen. Schwer erkrankt, verbrachte er den Winter von 1854 bis 1855 in Ägypten und starb schließlich im Oktober 1855 an Tuberkulose.

## Ehe und Nachkommen
Er heiratete am 12. Dezember 1825 Lady Georgina Elizabeth Ryder, eine Tochter von Dudley Ryder, 1. Earl of Harrowby. Er hatte fünf Kinder:
- Hon. Mary Caroline Stuart-Wortley (1826–1896), ⚭ 1847 Henry Francis Seymour Moore, 3. Marquess of Drogheda
- Edward Montagu Granville Montagu-Granville-Stuart-Wortley, 1. Earl of Wharncliffe, 3. Baron Wharncliffe (1827–1899), ⚭ 1855 Lady Susan Charlotte Lascelles;
- Hon. Francis Dudley Montagu-Stuart-Wortley (1829–1893), ⚭ 1855 Maria Elizabeth Martin;
- Hon. James Frederick Stuart-Wortley (1833–1870);
- Hon. Cecily Susan Stuart-Wortley (1835–1915), ⚭ 1865 Henry Douglas-Scott-Montagu, 1. Baron Montagu of Beaulieu.

Sein ältester Sohn Edward erbte 1855 seinen Adelstitel.

## Werke
- A brief inquiry into the true award of an “equitable adjustment” between the nation and its creditors. London 1833.
- Considerations on the currency and banking system of the United States. London 1832.
- François Guizot: Memoirs of George Monk, Duke of Albemarle. Bentley, London 1838 (Übersetzung).